# Поргі та Бесс
«Поргі та Бесс» (англ. Porgy and Bess) — опера на 3 дії 9 картин американського композитора Джорджа Гершвіна, текст Дюбозе Хейворда і Айри Гершвіна. Перша постановка — 10 вересня 1935 року в Бостоні

## Історія створення

Акторський склад Поргі та Бесс на попередньому перегляді перед прем'єрою в Бродвеському театрі.

У 1926 році Гершвін познайомився з романом Дюбоза Хейворд «Поргі» і написав авторові листа, в якому висловлював бажання спільно з ним створити оперу на цей сюжет. Хейворд погодився, але повноцінну роботу над оперою Гершвін, зайнятий іншими проєктами та диригентською діяльністю, зміг розпочати лише 1934 року. За цей час Хейворд і його дружина Дороті переробили роман у театральну виставу з елементами музики (були додані Спірічуел). Вистава мала великий успіх і витримала 367 вистав.
У кінці 1933 року Гершвін, Хейворд і Нью-йоркська «Театральна гільдія» підписали контракт про створення опери. Влітку наступного року композитор відправився в Фоллі-біч, де, перейнявшись місцевою атмосферою і музикою, узявся до написання твору. Лібрето опери та більша частина тексту деяких арій належить Хейворд, однак для деяких номерів (у тому числі знамениті «It Ain't Necessarily So» та «Summertime») вірші написані Айрою Гершвіним, братом композитора.
Гершвін завершив створення опери в Нью-Йорку, а перша (пробна) постановка відбулася 30 вересня 1935 року в Колоніальному театрі Бостона. Через місяць опера була поставлена на Бродвеї. Цією постановкою керував учень Рубен Мамулян. Всього було дано 124 вистави, що багато хто визнав невдачею.
Опера була екранізована в 1958 році (режисер Отто Премінджер; Сідні Пуатьє — Поргі). В СРСР опера вперше була показана негритянською трупою у Ленінграді в 1956 році, в 1966 була вперше поставлена в Таллінні.
«Поргі і Бесс» — калейдоскоп підслуханих у народу інтонацій: блюзів, спірічуелсів, духовних гімнів, трудових негритянських гімнів, вуличних пісеньок. Але разом з тим, опера становить органічне ціле інтонацій і ритмів негритянського фольклору з різноманітністю джазових форм і сучасної композиторської техніки. Жанр твору з'єднує традиції традиційної, «класичної» і баладної опери, а також мюзиклу.

## Дійові особи
- Поргі, жебрак каліка — баритон
- Бесс, молода негритянка — сопрано
- Кроун, портовий вантажник — баритон
- Спортінг Лайф, наркоторговець — тенор
- Мешканці Кетфіш-Роу:
Роббінс, вантажник — баритон
Сирина, його дружина — драматичне сопрано
Пітер, торговець медом — тенор
Лілі, його дружина — сопрано
Марія, сусідка Поргі — мецо-сопрано
Фрезіер, адвокат — баритон
Джейк, рибалка — ліричний баритон
Клара, його дружина — сопрано
Власник бюро похоронних засобів — баритон
Нельсон — баритон
Торговка полуницею — сопрано
Мінго, Анні, Джим і інші мешканці негритянського кварталу, детектив, слідчий, поліціянт, торговець крабами, діти.

Дія опери відбувається в Кетфіш-Роу — бідному негритянському кварталі одного з південних міст США. Основна лінія сюжету пов'язана з історією любові безногого інваліда Поргі до молодої жінки Бесс, яка не змогла оцінити силу і чистоту почуття героя, і обрала замість нього вульгарного чепуруна. Відносини головних героїв показані реалістично і психологічно правдиво.

## Сюжет
У дворі будинку під час гри в кості спалахує сварка — п'яний вантажник Кроун вбиває сусіда і переховується. Всі відвертаються від його подружки, красуні Бесс. Тільки жебрак каліка Поргі впускає її до себе в будинок.
Через місяць Поргі називає Бесс своєю дружиною. Під час пікніка на закинутому острові з'являється Кроун і силою забирає із собою Бесс.
Бесс лежить у гарячці в будинку Поргі. У хвилину просвітління вона зізналася Поргі, що любить його, але не може встояти перед Кроун.
Після бурі дивом врятований Кроун крадеться до будинку Поргі і не помічає руки Поргі з ножем. У боротьбі Поргі вбиває Кроуна — тепер він став справжнім чоловіком Бесс.
Починається розслідування вбивства. Поліціянти ув'язнюють Поргі. Торговець наркотиками з Нью-Йорка на прізвисько Спортінг Лайф наполегливо спокушає Бесс кокаїном і принадами великого міста — адже Поргі вже не повернеться. Через тиждень Поргі повертається. Але вдома його чекає страшна звістка: Бесс виїхала до Нью-Йорка з торговцем. Поргі сідає в свій візок, запряжений козою, і вирушає на північ за своєю Бесс.

## Найвідоміші арії
- «Summertime» (колискова Клари з першої дії)
- «My Man's Gone Now»
- «It Ain't Necessarily So»
- «I Loves You, Porgy»